# Fernando de Meneses, 2.º Marquês de Vila Real
Dom Fernando de Meneses, 2.º Marquês de Vila Real, 1.º Conde de Alcoutim e 2.º Conde de Valença (1463 – Almeirim, 1523 ou 1524) foi um nobre e militar português, governador de Ceuta entre 1491 e 1509. Era filho de Pedro de Meneses, 1.º Marquês de Vila Real com Beatriz de Bragança.
Casou com D. Maria Freire de Andrade, filha de João Freire de Andrade, aposentador-mor de D. Afonso V e senhor da terra de Alcoutim, e de D. Leonor da Silva.

## Descendência
De seu casamento (1486?) com Maria Freire de Andrade, senhora de Alcoutim, filha de João Freire, senhor de Alcoutim, teve seis filhos:
- Pedro de Meneses (c1486-1543), 3.º Marquês de Vila Real;
- João de Noronha (?-1524), Capitão de Ceuta.
- Leonor de Noronha (1488- 17 de Fevereiro de 1563). Freira, vindo a falecer no Convento de São Domingos de Santarém.
- Nuno Álvares Pereira de Noronha (c.1490-?), Governador de Ceuta.
- Afonso de Noronha (1498?-1573), vice-rei da Índia;
- Maria de Meneses, casou com Álvaro Velho.